# Тринидад и Тобаго на зимних Олимпийских играх 1998
Тринидад и Тобаго принимала участие в Зимних Олимпийских играх 1998 года в Нагано (Япония) во второй раз за свою историю, но не завоевала ни одной медали.
Олимпийский комитет Тринидада и Тобаго был признан Международным олимпийским комитетом 31 декабря 1946 года. Хотя с тех пор они отправляли делегации на все летние Олимпийские игры (кроме игр 1960 года), они не участвовали в зимних играх до Игр 1994 года в Лиллехаммере. Таким образом, Нагано в 1998 стал вторым выступлением страны на зимних Олимпийских играх.
Делегация, отправленная в Нагано, состояла из двух бобслеистов: разгоняющего Кёртиса Харри и пилота Грегори Сана. Им было по 35 лет и они были слаженной бобслейной командой: они уже представляли страну на предыдущих зимних играх в 1994 году. 
Кёртис Харри был знаменосцем на церемонии открытия.
Бобслейная гонка для мужских двоек проходила в четыре этапа 14-15 февраля, по два заезда в день. 
Общее время сборной по результатам всех заездов составило 3 минуты 46,65 секунды, что поставило Тринидад и Тобаго  на 32-е место из 36.
| Сани  | Спортсмены               | Event                   | Заезд 1 | Заезд 1 | Заезд 2 | Заезд 2 | Заезд 3 | Заезд 3 | Заезд 4 | Заезд 4 | Итог    | Итог  |
| Сани  | Спортсмены               | Event                   | Время   | Место   | Время   | Место   | Время   | Место   | Время   | Место   | Время   | Место |
| ----- | ------------------------ | ----------------------- | ------- | ------- | ------- | ------- | ------- | ------- | ------- | ------- | ------- | ----- |
| TRI-1 | Грегори Сан Кёртис Харри | Бобслей: мужские двойки | 56.74   | 32      | 56.78   | 32      | 56.73   | 35      | 56.40   | 32      | 3:46.65 | 32    |